# Volta la carta
Pistes de Rimini
Rimini Coda di lupo
Volta la carta (Tourne la carte à jouer) est une chanson de Fabrizio De André et Massimo Bubola,  incluse dans l'album  Rimini,. 

## L'inspiration et l'histoire
Les auteurs du texte ont puisé leur inspiration et leurs phrases dans des ballades folkloriques et des comptines. Bubola appelle cela le "surréalisme populaire", plein d'images naïves derrière lesquelles de terribles vérités sont cachées.

## Le texte
Le récit est celle des comptines, basée donc sur des images et des situations changeantes.
Le jeu de cartes à tirer fait référence au tarot et la  rengaine "Volta la carta" est tiré d'une ancienne comptine populaire génois.
Dans une autre comptine traditionnelle, quelques autres vers sont extraits d'images respectives de cartes.  La petite femme qui sème le grain, tourne la carte et on voit le méchant.
Vient ensuite la comptine de Madama Dorè et la chanson traditionnelle du Trentin Oi Angiolina bell'Angiolina.
Finalement, De André et Bubola mélangent un peu les cartes pour lesquelles Angiolina tombe amoureuse d'un carabiniere (comme Gina Lollobrigida dans le film de Luigi Comencini Pain, Amour et Fantaisie) et d'un garçon étranger et s'abandonne finalement aux illusions et aux désirs.